# Nigritomyia fulvicollis
Nigritomyia fulvicollis är en tvåvingeart som först beskrevs av Kertesz 1914.  Nigritomyia fulvicollis ingår i släktet Nigritomyia och familjen vapenflugor. Inga underarter finns listade i Catalogue of Life.